# Campeonato Peruano de Fútbol de 1950
El Campeonato Peruano de Fútbol de 1950, denominado como «XXXIV Campeonato de Selección y Competencia», fue la edición número 34 de la Primera División del Perú. El torneo fue organizado por la Asociación No Amateur (actualmente Asociación Deportiva de Fútbol Profesional) y contó con la participación de diez equipos. El Deportivo Municipal se coronó campeón por cuarta vez en su historia, mientras que Jorge Chávez descendió a la Segunda División 1951. Fue la última edición con el nombre de «Campeonato de Selección y Competencia». 

## Formato
El torneo se jugó a tres ruedas en sistema de todos contra todos y se otorgaba dos puntos por partido ganado, un punto por partido empatado y ninguno por partido perdido. 
G: 2, E: 1, P: 0

## Ascensos y descensos
| Club          | Ascendido como              |
| ------------- | --------------------------- |
| Jorge Chávez  | 1º en Segunda División 1949 |
| Ciclista Lima | 2º en Segunda División 1949 |

## Equipos participantes
| Club                      | Ciudad | Entrenador        |
| ------------------------- | ------ | ----------------- |
| Alianza Lima              | Lima   | Piado Petrovich   |
| Atlético Chalaco          | Callao | Carlos Torres     |
| Centro Iqueño             | Lima   | Juan Honores      |
| Ciclista Lima             | Lima   | Carlos Iturrizaga |
| Deportivo Municipal       | Lima   | Juan Valdivieso   |
| Jorge Chávez              | Callao | Enrique Aróstegui |
| Sport Boys                | Callao | Alfonso Huapaya   |
| Sporting Tabaco           | Lima   | José Arana        |
| Sucre FBC                 | Lima   |                   |
| Universitario de Deportes | Lima   | Arturo Fernández  |

## Desarrollo
El popular 'Muni' logró el título faltando tres fechas para la culminación del torneo. Incluso se dio el lujo de caer en sus últimos tres compromisos ante el Centro Iqueño, Sporting Tabaco y Sport Boys.  La formación más frecuente del 'Muni' era con Becerra; Tello y  Cabada; Pasache, Colunga y Bejarano;  Alvarado, Somocurcio, Manuel Rivera, Emilio Vargas y Roque Rivera. 
Pese a sus tres últimas derrotas, es justo decir que los jugadores de Deportivo Municipal cumplieron una descollante actuación, y que, aunque no cumplieron con su fútbol académico que lucía con sus “Gatitos”, de todas formas su técnico, don Juan Valdivieso, el gran arquero de Alianza de la época de oro de los íntimos, supo consolidar un equipo trabajador y diestro en el arte de defender y atacar con la misma eficacia.

## Tabla de posiciones
| Pos. | Club                | PJ | PG | PE | PP | GF | GC | DG  | Pts. |
| ---- | ------------------- | -- | -- | -- | -- | -- | -- | --- | ---- |
| 1    | Deportivo Municipal | 18 | 12 | 2  | 4  | 46 | 30 | +16 | 26   |
| 2    | Sport Boys          | 18 | 12 | 1  | 5  | 36 | 23 | +13 | 25   |
| 3    | Sporting Tabaco     | 18 | 8  | 5  | 5  | 45 | 37 | +8  | 21   |
| 4    | Alianza Lima        | 18 | 9  | 2  | 7  | 42 | 32 | +10 | 20   |
| 5    | Universitario       | 18 | 9  | 2  | 7  | 30 | 25 | +5  | 20   |
| 6    | Atlético Chalaco    | 18 | 7  | 3  | 8  | 34 | 32 | +2  | 17   |
| 7    | Centro Iqueño       | 18 | 6  | 5  | 7  | 33 | 39 | -6  | 17   |
| 8    | Ciclista Lima       | 18 | 4  | 6  | 8  | 34 | 42 | -8  | 14   |
| 9    | Sucre               | 18 | 4  | 4  | 10 | 36 | 48 | -12 | 12   |
| 10   | Jorge Chávez        | 18 | 4  | 0  | 14 | 21 | 49 | -28 | 8    |

|  | Campeón                          |
|  | Descenso a Segunda División 1951 |

## Campeón
|                               |
| Campeón Nacional              |
| Deportivo Municipal 4º título |
|                               |

## Resultados
| Local \ Visitante   | ALI | CHA | IQU | CIC | MUN | JCC | SBA | TAB | SUC | UNI  |
| ------------------- | --- | --- | --- | --- | --- | --- | --- | --- | --- | ---- |
| Alianza Lima        |     | 5–3 | 2–2 | 2–4 | 1–1 | 6–0 | 2–1 | 4–2 | 3–0 | 2–1  |
| Atlético Chalaco    | 1–0 |     | 2–0 | 3–2 | 1–2 | 2–1 | 2–3 | 1–2 | 1–1 | 0–2  |
| Centro Iqueño       | 1–0 | 3–2 |     | 1–1 | 2–4 | 1–2 | 0–3 | 4–1 | 4–3 | 2–2  |
| Ciclista Lima       | 3–1 | 2–5 | 2–2 |     | 1–3 | 2–1 | 0–0 | 1–1 | 3–4 | 1–1  |
| Deportivo Municipal | 3–0 | 1–0 | 3–4 | 6–1 |     | 8–2 | 1–3 | 2–2 | 2–1 | W.O. |
| Jorge Chávez        | 1–2 | 1–3 | 2–0 | 2–1 | 1–2 |     | 2–0 | 0–5 | 1–3 | 0–2  |
| Sport Boys          | 3–2 | 2–1 | 2–0 | 1–3 | 1–3 | 5–1 |     | 2–4 | 4–1 | 1–0  |
| Sporting Tabaco     | 4–3 | 2–2 | 2–2 | 3–2 | 6–2 | 3–2 | 0–2 |     | 1–1 | 1–2  |
| Sucre               | 1–4 | 2–2 | 3–5 | 2–2 | 1–3 | 3–2 | 1–2 | 5–2 |     | 2–4  |
| Universitario       | 1–3 | 1–3 | 3–0 | 4–3 | 3–0 | 1–0 | 0–1 | 0–4 | 3–2 |      |

### Fecha 1
Los partidos se jugaron el 22 y 23 de julio de 1950.
| Equipo 1         | Resultado | Equipo 2            |
| ---------------- | --------- | ------------------- |
| Jorge Chávez     | 2–0       | Centro Iqueño       |
| Atlético Chalaco | 3–1       | Universitario       |
| Ciclista Lima    | 1–1       | Sporting Tabaco     |
| Sucre            | 1–2       | Deportivo Municipal |
| Alianza Lima     | 2–3       | Sport Boys          |

### Fecha 2
Los partidos se jugaron el 5 y 6 de agosto de 1950.
| Equipo 1            | Resultado | Equipo 2         |
| ------------------- | --------- | ---------------- |
| Centro Iqueño       | 4–3       | Sucre            |
| Sport Boys          | 2–0       | Sporting Tabaco  |
| Ciclista Lima       | 1–1       | Universitario    |
| Alianza Lima        | 5–3       | Atlético Chalaco |
| Deportivo Municipal | 2–1       | Jorge Chávez     |

### Fecha 3
Los partidos se jugaron el 12 y 15 de agosto de 1950.
| Equipo 1            | Resultado | Equipo 2         |
| ------------------- | --------- | ---------------- |
| Universitario       | 1–0       | Jorge Chávez     |
| Sport Boys          | 2–1       | Atlético Chalaco |
| Sucre               | 5–2       | Sporting Tabaco  |
| Deportivo Municipal | 6–1       | Ciclista Lima    |
| Centro Iqueño       | 1–0       | Alianza Lima     |

### Fecha 4
Los partidos se jugaron el 19 y 20 de agosto de 1950.
| Equipo 1            | Resultado | Equipo 2        |
| ------------------- | --------- | --------------- |
| Sport Boys          | 3–0       | Centro Iqueño   |
| Alianza Lima        | 3–4       | Sporting Tabaco |
| Atlético Chalaco    | 2–1       | Jorge Chávez    |
| Sucre               | 2–2       | Ciclista Lima   |
| Deportivo Municipal | W.O.      | Universitario   |

### Fecha 5
Los partidos se jugaron el 26 y 27 de agosto de 1950.
| Equipo 1            | Resultado | Equipo 2         |
| ------------------- | --------- | ---------------- |
| Ciclista Lima       | 3–1       | Sport Boys       |
| Deportivo Municipal | 2–1       | Atlético Chalaco |
| Centro Iqueño       | 4–1       | Sporting Tabaco  |
| Universitario       | 3–2       | Sucre            |
| Alianza Lima        | 6–0       | Jorge Chávez     |

### Fecha 6
Los partidos se jugaron el 3 y 4 de setiembre de 1950.
| Equipo 1            | Resultado | Equipo 2         |
| ------------------- | --------- | ---------------- |
| Centro Iqueño       | 2–2       | Universitario    |
| Ciclista Lima       | 2–3       | Atlético Chalaco |
| Jorge Chávez        | 2–3       | Sporting Tabaco  |
| Sport Boys          | 2–1       | Sucre            |
| Deportivo Municipal | 3–0       | Alianza Lima     |

### Fecha 7
Los partidos se jugaron el 9 y 10 de setiembre de 1950.
| Equipo 1            | Resultado | Equipo 2        |
| ------------------- | --------- | --------------- |
| Ciclista Lima       | 2–1       | Jorge Chávez    |
| Deportivo Municipal | 4–2       | Centro Iqueño   |
| Atlético Chalaco    | 2–2       | Sporting Tabaco |
| Alianza Lima        | 3–0       | Sucre           |
| Sport Boys          | 1–0       | Universitario   |

### Fecha 8
Los partidos se jugaron el 16 y 17 de setiembre de 1950.
| Equipo 1            | Resultado | Equipo 2        |
| ------------------- | --------- | --------------- |
| Atlético Chalaco    | 1–1       | Sucre           |
| Deportivo Municipal | 2–2       | Sporting Tabaco |
| Jorge Chávez        | 2–0       | Sport Boys      |
| Ciclista Lima       | 2–2       | Centro Iqueño   |
| Alianza Lima        | 3–1       | Universitario   |

### Fecha 9
Los partidos se jugaron el 23 y 24 de setiembre de 1950.
| Equipo 1            | Resultado | Equipo 2        |
| ------------------- | --------- | --------------- |
| Universitario       | 0–4       | Sporting Tabaco |
| Alianza Lima        | 1–3       | Ciclista Lima   |
| Jorge Chávez        | 2–3       | Sucre           |
| Atlético Chalaco    | 2–0       | Centro Iqueño   |
| Deportivo Municipal | 3–1       | Sport Boys      |

### Fecha 10
Los partidos se jugaron el 30 de setiembre y el 1 de octubre de 1950.
| Equipo 1            | Resultado | Equipo 2         |
| ------------------- | --------- | ---------------- |
| Jorge Chávez        | 2–1       | Centro Iqueño    |
| Universitario       | 2–0       | Atlético Chalaco |
| Ciclista Lima       | 2–3       | Sporting Tabaco  |
| Sport Boys          | 1–2       | Alianza Lima     |
| Deportivo Municipal | 3–1       | Sucre            |

### Fecha 11
Los partidos se jugaron el 7 y 8 de octubre de 1950.
| Equipo 1            | Resultado | Equipo 2        |
| ------------------- | --------- | --------------- |
| Sucre               | 3–5       | Centro Iqueño   |
| Universitario       | 4–3       | Ciclista Lima   |
| Deportivo Municipal | 8–2       | Jorge Chávez    |
| Sport Boys          | 2–4       | Sporting Tabaco |
| Atlético Chalaco    | 1–0       | Alianza Lima    |

### Fecha 12
Los partidos se jugaron el 14 y 15 de octubre de 1950.
| Equipo 1         | Resultado | Equipo 2            |
| ---------------- | --------- | ------------------- |
| Sporting Tabaco  | 1–1       | Sucre               |
| Atlético Chalaco | 2–3       | Sport Boys          |
| Ciclista Lima    | 1–3       | Deportivo Municipal |
| Universitario    | 2–0       | Jorge Chávez        |
| Centro Iqueño    | 2–2       | Alianza Lima        |

### Fecha 13
Los partidos se jugaron el 21 y 22 de octubre de 1943.
| Equipo 1         | Resultado | Equipo 2            |
| ---------------- | --------- | ------------------- |
| Alianza Lima     | 4–2       | Sporting Tabaco     |
| Ciclista Lima    | 3–4       | Sucre               |
| Atlético Chalaco | 3–1       | Jorge Chávez        |
| Sport Boys       | 2–0       | Centro Iqueño       |
| Universitario    | 3–0       | Deportivo Municipal |

### Fecha 14
Los partidos se jugaron el 29 de octubre y el 1 de noviembre de 1950.
| Equipo 1            | Resultado | Equipo 2         |
| ------------------- | --------- | ---------------- |
| Sporting Tabaco     | 2–2       | Centro Iqueño    |
| Universitario       | 4–2       | Sucre            |
| Sport Boys          | 0–0       | Ciclista Lima    |
| Alianza Lima        | 2–1       | Jorge Chávez     |
| Deportivo Municipal | 1–0       | Atlético Chalaco |

### Fecha 15
Los partidos se jugaron el 11 y 12 de noviembre de 1950.
| Equipo 1            | Resultado | Equipo 2      |
| ------------------- | --------- | ------------- |
| Atlético Chalaco    | 5–2       | Ciclista Lima |
| Centro Iqueño       | 0–3       | Universitario |
| Deportivo Municipal | 1–1       | Alianza Lima  |
| Sport Boys          | 4–1       | Sucre         |
| Sporting Tabaco     | 5–0       | Jorge Chávez  |

### Fecha 16
Los partidos se jugaron el 18 y 19 de noviembre de 1950.
| Equipo 1            | Resultado | Equipo 2        |
| ------------------- | --------- | --------------- |
| Ciclista Lima       | 1–2       | Jorge Chávez    |
| Atlético Chalaco    | 1–2       | Sporting Tabaco |
| Deportivo Municipal | 3–4       | Centro Iqueño   |
| Alianza Lima        | 4–1       | Sucre           |
| Universitario       | 0–1       | Sport Boys      |

### Fecha 17
Los partidos se jugaron el 26 y 27 de noviembre de 1950.
| Equipo 1            | Resultado | Equipo 2         |
| ------------------- | --------- | ---------------- |
| Sucre               | 2–2       | Atlético Chalaco |
| Jorge Chávez        | 1–5       | Sport Boys       |
| Centro Iqueño       | 1–1       | Ciclista Lima    |
| Deportivo Municipal | 2–6       | Sporting Tabaco  |
| Alianza Lima        | 2–1       | Universitario    |

### Fecha 18
Los partidos se jugaron el 2 y 3 de diciembre de 1950.
| Equipo 1      | Resultado | Equipo 2            |
| ------------- | --------- | ------------------- |
| Universitario | 2–1       | Sporting Tabaco     |
| Ciclista Lima | 4–2       | Alianza Lima        |
| Jorge Chávez  | 1–3       | Sucre               |
| Sport Boys    | 3–1       | Deportivo Municipal |
| Centro Iqueño | 3–2       | Atlético Chalaco    |

## Máximos goleadores
| Jugador              | Equipo                    | Goles |
| -------------------- | ------------------------- | ----- |
| Alberto Terry        | Universitario de Deportes | 16    |
| Carlos Lazón         | Sucre FBC                 | 14    |
| Manuel Rivera        | Deportivo Municipal       | 13    |
| Víctor Pedraza       | Alianza Lima              | 12    |
| Eugenio Zapata       | Sporting Tabaco           | 11    |
| Guillermo Barbadillo | Sport Boys                | 10    |
| Roberto Castillo     | Alianza Lima              | 10    |
| Armando Reyes        | Ciclista Lima             | 10    |

## Equipos de Reserva

### Tabla de posiciones
| Pos. | Club                | PJ | PG | PE | PP | GF | GC | DG  | Pts. |
| ---- | ------------------- | -- | -- | -- | -- | -- | -- | --- | ---- |
| 1    | Centro Iqueño       | 8  | 8  | 0  | 0  | 18 | 5  | +13 | 16   |
| 2    | Sporting Tabaco     | 8  | 4  | 3  | 1  | 17 | 10 | +7  | 11   |
| 3    | Atlético Chalaco    | 8  | 4  | 2  | 2  | 11 | 11 | 0   | 10   |
| 4    | Deportivo Municipal | 8  | 3  | 3  | 2  | 10 | 9  | +1  | 9    |
| 5    | Sport Boys          | 7  | 2  | 4  | 1  | 15 | 8  | +7  | 8    |
| 6    | Ciclista Lima       | 8  | 2  | 4  | 2  | 12 | 9  | +3  | 8    |
| 7    | Alianza Lima        | 7  | 3  | 1  | 3  | 9  | 12 | −3  | 7    |
| 8    | Universitario       | 8  | 2  | 2  | 4  | 17 | 16 | +1  | 6    |
| 9    | Sucre FBC           | 8  | 0  | 3  | 5  | 10 | 17 | −7  | 3    |
| 10   | Jorge Chávez        | 8  | 0  | 0  | 8  | 3  | 25 | −22 | 0    |

|  | Campeón |